# Sebastian Fahrländer

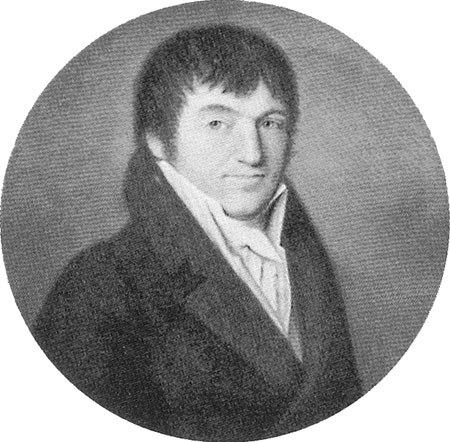
Sebastian Fahrlaender

Sebastian Fahrländer (* 17. Januar 1768 in Ettenheim; † 19. Februar 1841 in Aarau) war ein Schweizer Arzt und Politiker. Er war Statthalter des kurzlebigen Kantons Fricktal, der von 1802 bis 1803 existierte.

## Biografie
Fahrländer stammte aus Ettenheim in der Ortenau, das zur Zeit seiner Geburt zu Strassburg gehörte und war deshalb Untertan der Strassburger Fürstbischofe, die ihrerseits zugleich Vasallen der französischen Krone und des Reiches waren. Er studierte in Wien Medizin und Philosophie und machte 1791 seinen Abschluss. 1792 trat er in Waldshut eine Stelle als Stadtphysicus (Medizinalrat) an.
1797 musste Vorderösterreich im Frieden von Campo Formio das südwestlich von Waldshut gelegene Fricktal an Frankreich abtreten. Das Gebiet wurde zu einem französischen Protektorat. Fahrländer, der unzufrieden mit der österreichischen Herrschaft gewesen war, zog daraufhin ins Fricktal. Er liess sich 1798 in Münchwilen einbürgern und knüpfte Kontakte mit ranghohen französischen Beamten. 1801 lebte er kurzzeitig in Bern, wo er eine Praxis eröffnete. Im Frieden von Lunéville von 1801 musste Österreich das Fricktal endgültig an Frankreich abtreten. Das Gebiet wurde der Helvetischen Republik angefügt, geplant war eine Verschmelzung mit dem Kanton Basel oder dem Kanton Aargau.
Daraufhin nahm Fahrländer Kontakt mit führenden helvetischen und französischen Politikern auf und machte sich für die Schaffung des Kantons Fricktal stark. Mit Zustimmung der Franzosen wies er die österreichischen Beamten aus, stoppte die Zahlungen an Österreich und ernannte sich selbst zum Statthalter. Er beauftragte seinen Bruder Karl Fahrländer mit der Ausarbeitung der Kantonsverfassung. Schliesslich erfolgte am 20. Februar 1802 die Proklamation des neuen Kantons und Fahrländer beauftragte Johann Nepomuk von Schmiel mit der Organisation der kantonalen Verwaltung.
Statthalter Fahrländer machte sich rasch bei einflussreichen Fricktalern unbeliebt, da er sehr oft eigenwillig und stürmisch handelte. Durch die Zahlung von hohen Gratifikationen an helvetische und an französische Amtsträger aus Staatsmitteln (was damals nicht als unehrenhaft galt) leerte sich die Staatskasse rasch. Seine politischen Gegner Johann Karl Fetzer aus Rheinfelden und Johann Baptist Jehle aus Waldkirch erklärten ihn in einer Versammlung der Ortsvorsteher im Gasthaus Adler in Frick am 22. September für abgesetzt. Fahrländer wurde durch den französischen Gesandten Raymond de Verninac bestätigt. Fetzer und Jehle überraschten jedoch Fahrländer mit einer Gruppe bewaffneter Bauern am frühen Morgen des 4. Oktobers  in Laufenburg uns setzen ihn in Rheinfelden gefangen. Am 26. Dezember 1802 wurde den Gebrüdern Fahrländer das Fricktaler Bürgerrecht aberkannt. Am 2. Januar 1803 wurden sie des Landes verwiesen.
Fahrländer liess sich in Aarau nieder. Nachdem der Kanton Fricktal am 19. Februar 1803 im Kanton Aargau aufgegangen war, wurde er amnestiert. Er eröffnete eine Arztpraxis, liess sich in den Grossen Rat wählen und war in der Folge massgeblich am Aufbau des aargauischen Bildungswesens beteiligt.
Sein Sohn Karl Emanuel Fahrländer wurde Nationalrat, ebenso sein Enkel Karl Franz Sebastian Fahrländer, der ausserdem der Aargauer Kantonsregierung angehörte.